# Lee Byeong-woo
Lee Byeong-woo (이병우) est un compositeur sud-coréen, né le 22 janvier 1965 à Séoul. Il est l'un des compositeurs le plus en vogue du cinéma sud-coréen.

## Biographie
Lee Byeong-woo naît le 22 janvier 1965 à Séoul. Il grandit en écoutant son grand frère jouer de la guitare : sa mère lui conseille de prendre de cours de musique plutôt de chanter.
Il part en Europe pour étudier à l'académie de musique et des arts du spectacle de Vienne, avant de s'envoler vers les États-Unis en 1998 où il poursuit ses cours à l'Institut Peabody de l’université Johns-Hopkins à Baltimore dans le Maryland : c'est « le meilleur endroit. J'ai eu la chance de rencontrer beaucoup de guitaristes merveilleux venant d'autres pays et, en tant qu'étudiant étranger, j'y ai vécu une expérience fantastique ». D'ailleurs, il y devient le premier guitariste classique et gagne la première place d'une organisation appelée « Yale Gordon Competition ».
En 2004, il récolte le prix de la meilleure musique pour Untold Scandal (스캔들 - 조선남녀상열지사) au Festival international du film de Shanghai.
En août 2006, la presse sud-coréenne OhmyNews le complimente pour la musique Epilogue des Deux sœurs (장화, 홍련) de Kim Jee-woon, soulignant « une des plus belles compositions de l'histoire du cinéma coréen » : celle-ci sera reprise pour la publicité du parfum Baiser Volé de Cartier en 2011. Même année, il remporte le prix pour la musique du film Roi et le Clown (왕의 남자) de Lee Joon-ik à la cérémonie du Blue Dragon Film Awards. Il rencontre le réalisateur Bong Joon-ho pour qui il met en musique The Host (괴물). Ce film connaît un succès mondial, ce qui permet au compositeur d'être nommé à la cérémonie de Korean Film Awards et de retrouver ce réalisateur talentueux pour son court métrage Shaking Tokyo dans Tokyo! (도쿄!, 2008) aux côtés de Leos Carax et Michel Gondry ainsi que le long-métrage Mother (마더, 2009)

## Discographie
- 1996 : Three Friends (세친구) de Yim Soon-rye
- 1996 : Kill the Love (그들만의 세상) de Lim Jong-jae
- 2002 : Mari Iyagi (마리 이야기) de Lee Seong-gang
- 2002 : My Beautiful Days (스물 넷) de Lim Jong-Jae
- 2002 : The Romantic President (피아노 치는 대통령) de Jeon Man-bae
- 2003 : Deux sœurs (장화, 홍련) de Kim Jee-woon
- 2003 : Untold Scandal (스캔들 - 조선남녀상열지사) de Lee Jae-yong
- 2003 : Hwangsanbul (황산벌) de Lee Joon-ik
- 2005 : Rules of Dating (연애의 목적) de Han Jae-rim
- 2005 : Red Shoes (분홍신) de Kim Yong-gyoon
- 2005 : My Lovely Week (내 생애 가장 아름다운 일주일) de Min Gyoo-dong
- 2005 : Le Roi et le Clown (왕의 남자) de Lee Joon-ik
- 2006 : My Pianoou For Horowitz  (호로비츠를 위하여) de Kwon Hyeong-jin
- 2006 : The Host (괴물) de Bong Joon-ho
- 2007 : Voice of Murderer (그놈 목소리) de Park Jin-pyo
- 2007 : Miracle on 1st Street (1번가의 기적) de Yoon Je-kyoon
- 2007 : Soo (수) de Choi Yang-il
- 2007 : Bunt (날아라 허동구) de Park Gyoo-tae
- 2007 : A Day with My Son (아들) de Jang Jin
- 2007 : Hansel and Gretel (헨젤과 그레텔) de Lim Pil-seong
- 2008 : Tokyo! (도쿄!) de Bong Joon-ho, Leos Carax et Michel Gondry
- 2009 : Mother (마더) de Bong Joon-ho
- 2009 : The Last Day (해운대) de Yoon Je-kyoon
- 2010 : Harmony (하모니) de Kang Dae-gyoo
- 2011 : Romantic Heaven (로맨틱 헤븐) de Jang Jin
- 2013 : Gwansang (관상) de Han Jae-rim
- 2014 : Ode to My Father (국제시장) de Yoon Je-kyoon
- 2021 : Emergency Declaration (비상선언) de Han Jae-rim

## Distinctions

### Récompenses
- Festival international du film de Shanghai 2004 : Meilleure musique pour Untold Scandal (스캔들 - 조선남녀상열지사)
- Blue Dragon Film Awards 2006 : Meilleure musique pour Le Roi et le Clown (왕의 남자)

### Nominations
- Korean Film Awards 2006 : Meilleure musique pour The Host (괴물)
- Grand Bell Awards 2007 : Meilleure musique pour My Piano ou For Horowitz (호로비츠를 위하여)(광해, 왕이 된 남자)